# 印籠

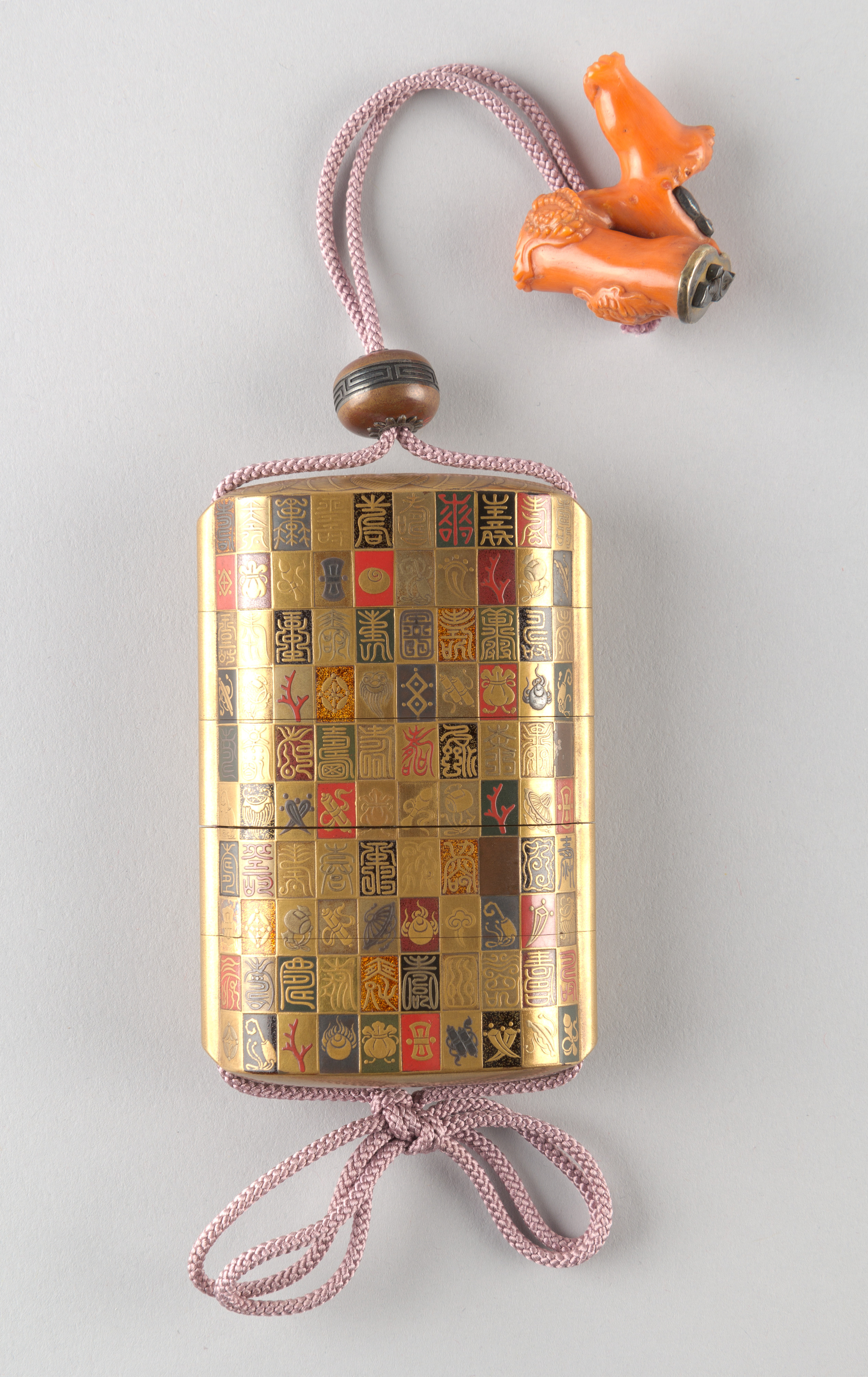
壽字吉祥文蒔絵印籠、江戸時代、18世紀後半、メトロポリタン美術館蔵

印籠（いんろう）とは、薬などを携帯するための小さな容器のことを言う。当初は印を入れたことから印籠と称され、主に携帯用の常備薬入れとして実用的な道具であったが、後に美術工芸品へと変容した。数える単位は合（ごう）、または具（ぐ・そなえ）。

## 歴史と機能
多くの印籠は平たい長方形をしており、素材は紙製、木製または金属製で3段から5段くらいに分割できるようになっている。最も多いのが紙製で、和紙と漆を何層にも巻いて固めて本体部分を形成している。これは木製では歪みやひび割れが起きやすく、特に持ち歩く装身具としては耐久性に問題があるからである。一般的に表面には漆が塗られ、蒔絵、螺鈿、象嵌、切金などが施されたものもあり、この点から日本の漆器の一部でもあるともいえる。着装する場合は、印籠の各段の両脇に紐を通して印籠の上で緒締めで束ねて、紐を着物の帯の裏側に潜らせ、紐の先端についた根付けを帯の上端に引っ掛けて印籠を腰からぶら下げた。
印判を入れる箱としては日本には中国から印判入れが渡来していたが、これは食品の入れ物や床の間の棚の置物としても利用される据え置き式のものであった。一方、印籠は日本で独自に進化した小型の携帯用の容器で、主に印判や常備薬を入れていた。『尺素往来』や『日欧文化比較』の記述から、室町時代には日本人が香料や薬、火打石などを入れた小さな袋を腰に下げて持ち歩く習慣があったとみられており、戦国時代には貴重品である薬を数種類携行できる頑丈な積み重ねの箱型容器として印籠が登場した。一方、茶の湯の文化との関連性も指摘されており、茶器の棗（なつめ）が積み重ねの様式をもつ「印籠」の名を借りて薬の携帯容器に発展したものとも考えられている。
印籠の登場で江戸時代の武士や町人には印籠で常備薬を携行する習慣が浸透した。印籠は江戸時代の浮世絵や様々な史料に頻繁に登場し、そこから江戸時代の一時期、印籠が権力や地位を象徴する装身具であったとみられている。テレビドラマ「水戸黄門」でも権力のシンボルとして描かれている。また現代の大相撲でも、行司の中で最高位の立行司とその下の三役格行司だけが印籠の装備を許されている。
しかし次第に印籠の実用的な機能は失われ、江戸時代中期以降は華やかに加飾された印籠が登場し人々の間で流行し始め、装身具から愛玩品へと変容し、特に幕末から明治に入ると飛躍的に技術が精緻になり美的要素を押し出した印籠が登場し、完全に美術工芸品として扱われるようになった。海外から幕末や明治の工芸品を積極的に買い戻している清水三年坂美術館創設者の村田理如や、漆工工房雲龍庵の創設者の北村辰雄も、海外のアンティークショップやオークションでこの時期の印籠に出会ってその美しさに驚愕して美術館の開館と工房の創設に至っている。村田によると1980年代に自身がコレクションを始めた頃には既に優品は海外に流出しきっており、日本国内には全くと言っていいほど優品が残っていなかったという。また日本人の生活の西洋化により高度な印籠の製作技術は失われていたが、1980年代に北村率いる雲龍庵が再現に成功し、今日では世界中の富裕層のコレクターに販売している。

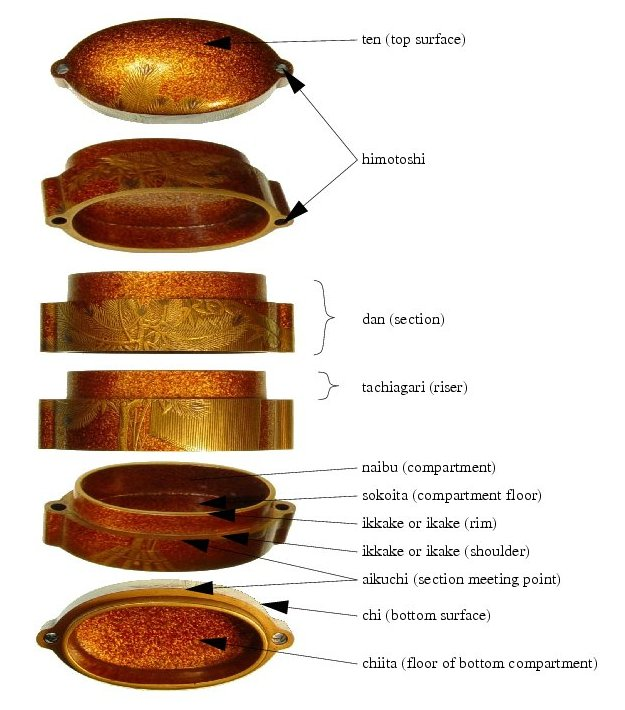
印籠の構造
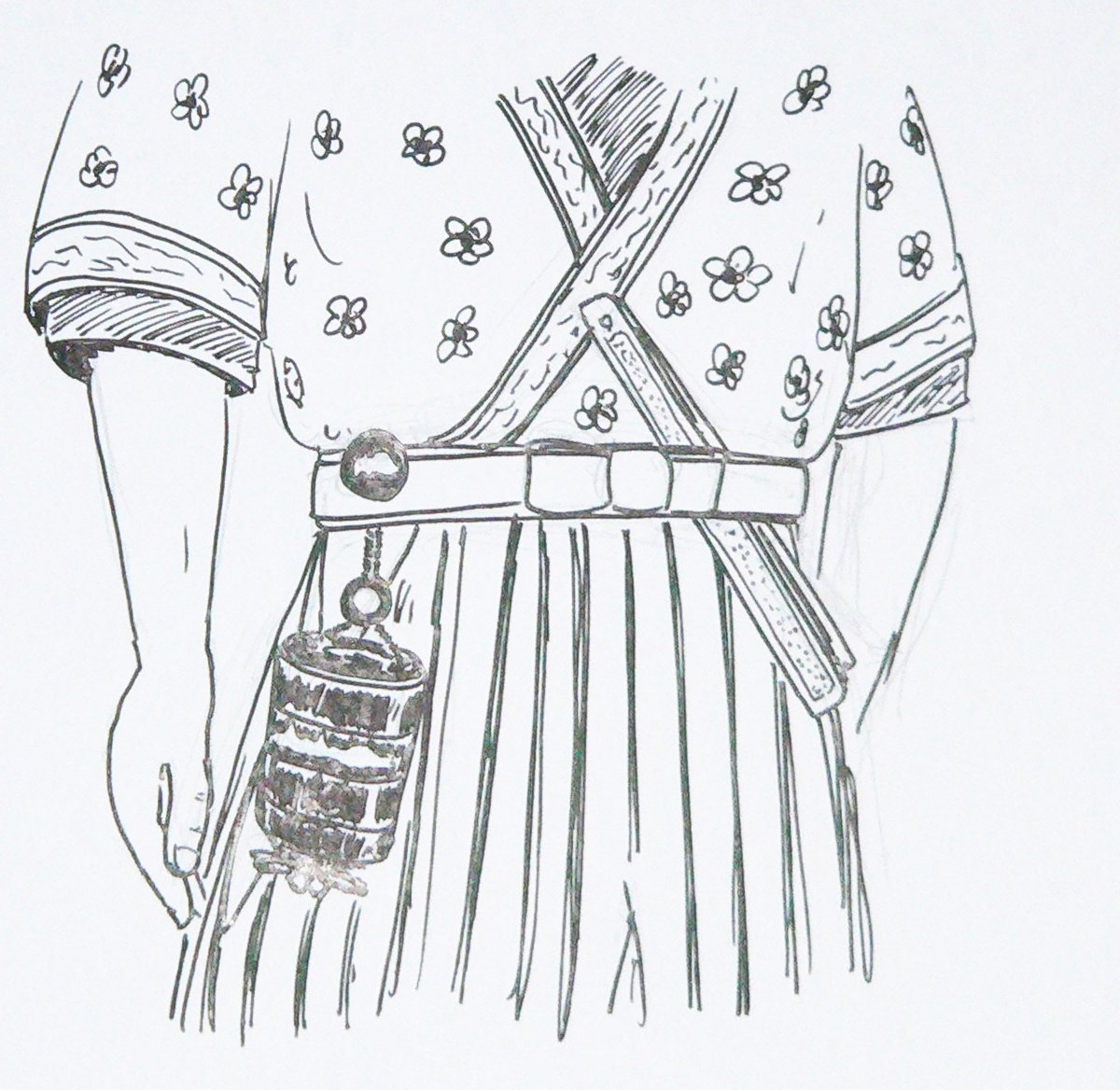
根付を帯に引っ掛けて印籠をぶら下げる。印籠の上で紐を束ねているのが緒締め。
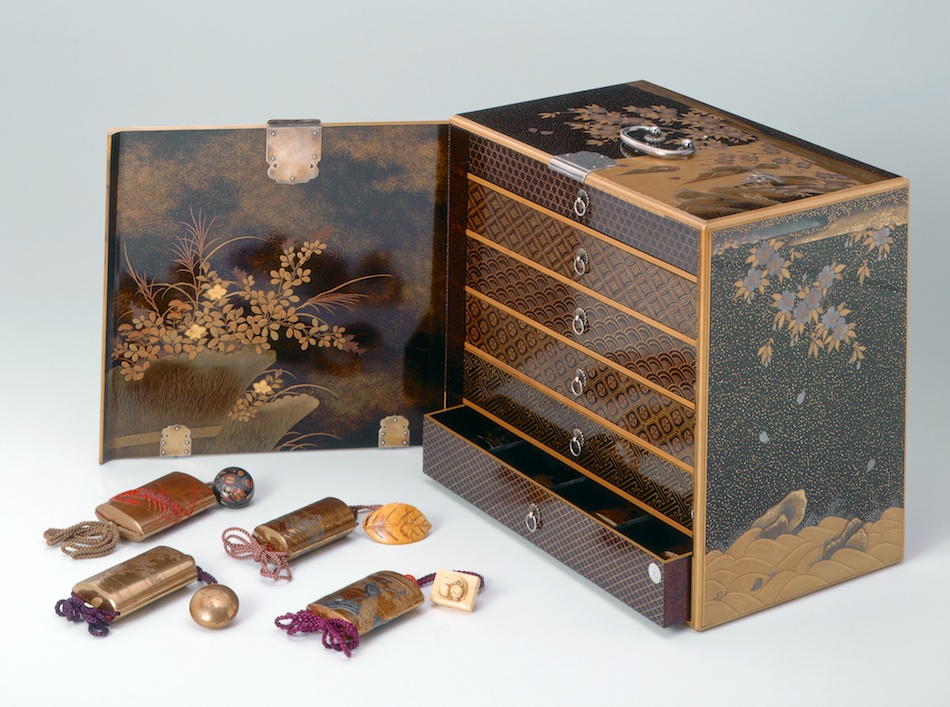
印籠愛好家は専用の収納箪笥を所有することもあった。布引瀧蒔絵印籠箪、江戸 - 明治時代、19世紀、東京富士美術館
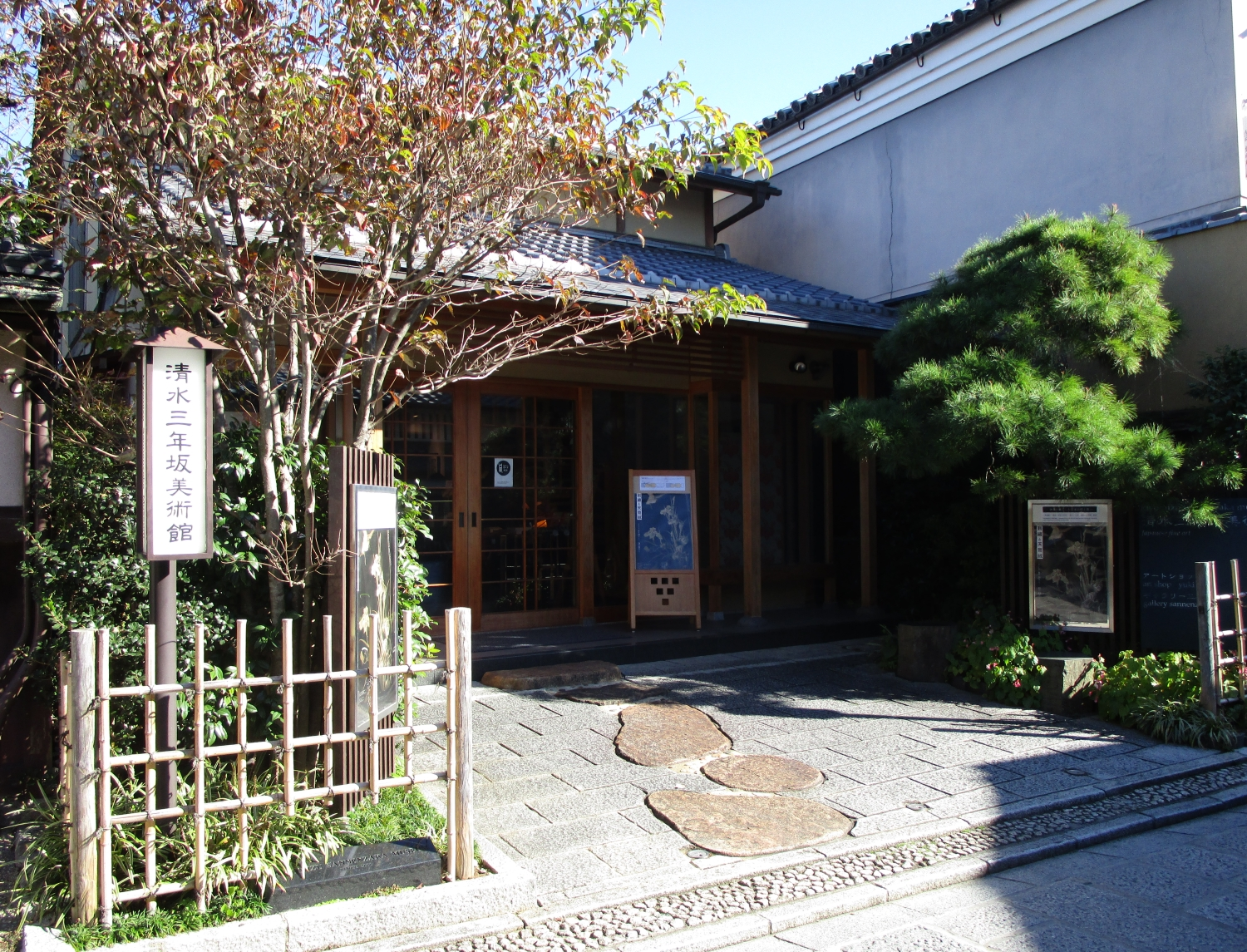
印籠の優品を積極的に海外から買い戻している清水三年坂美術館。

## ギャラリー

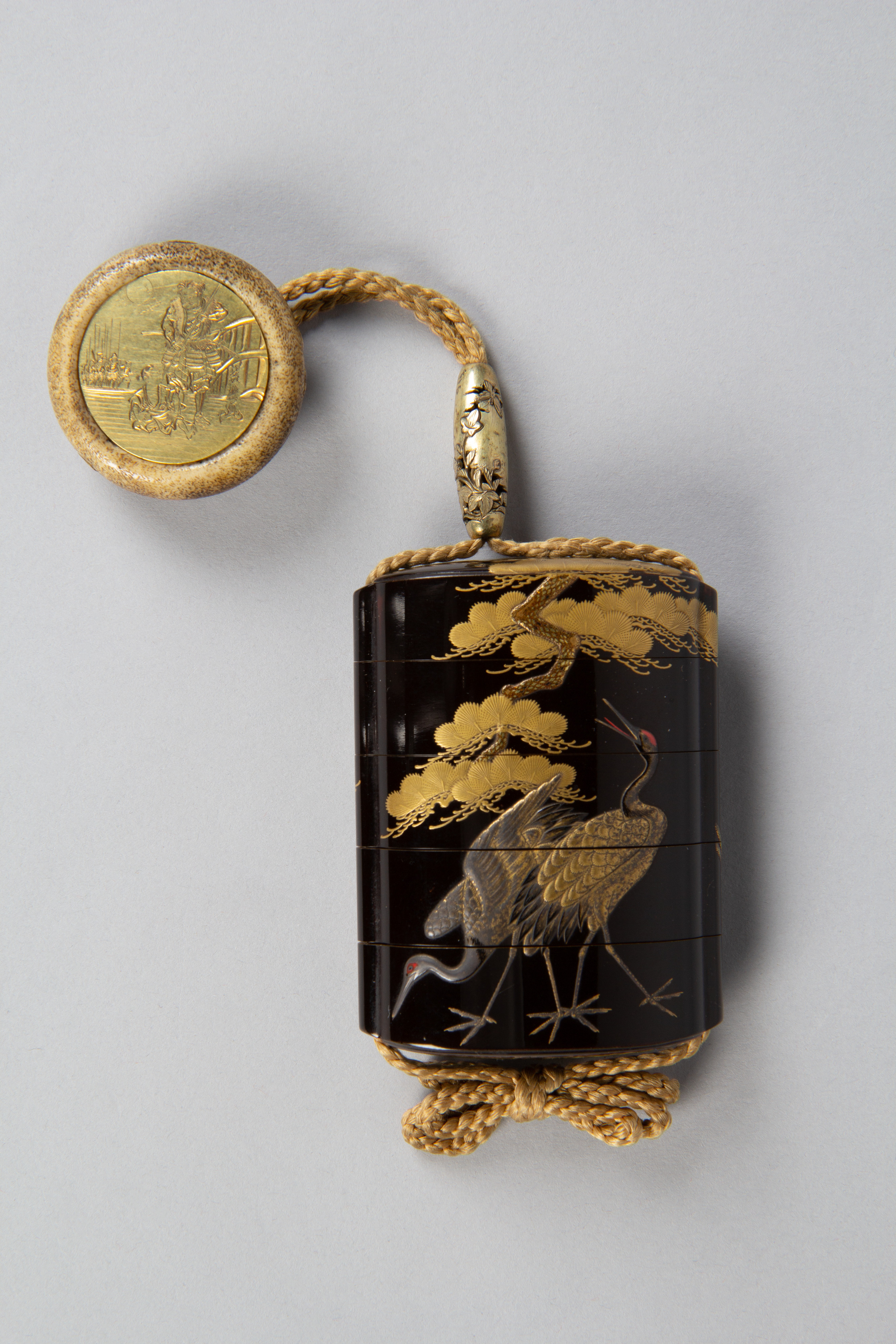
鶴と松が描かれた印籠（根付は武蔵坊弁慶と源義経）、江戸時代、18世紀、メトロポリタン美術館蔵
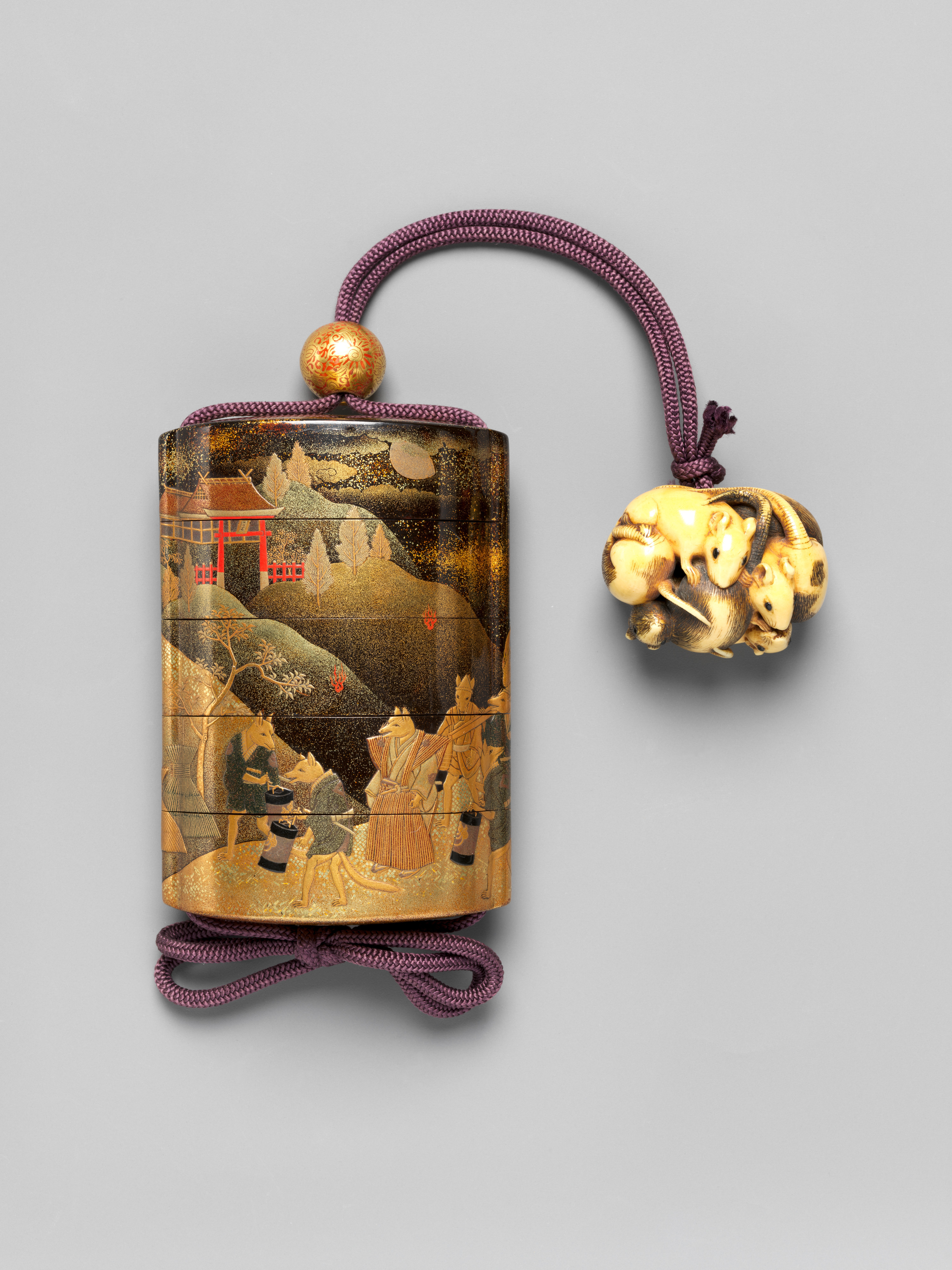
狐の嫁入りを描いた印籠、江戸時代、18世紀後半 - 19世紀前半、メトロポリタン美術館蔵
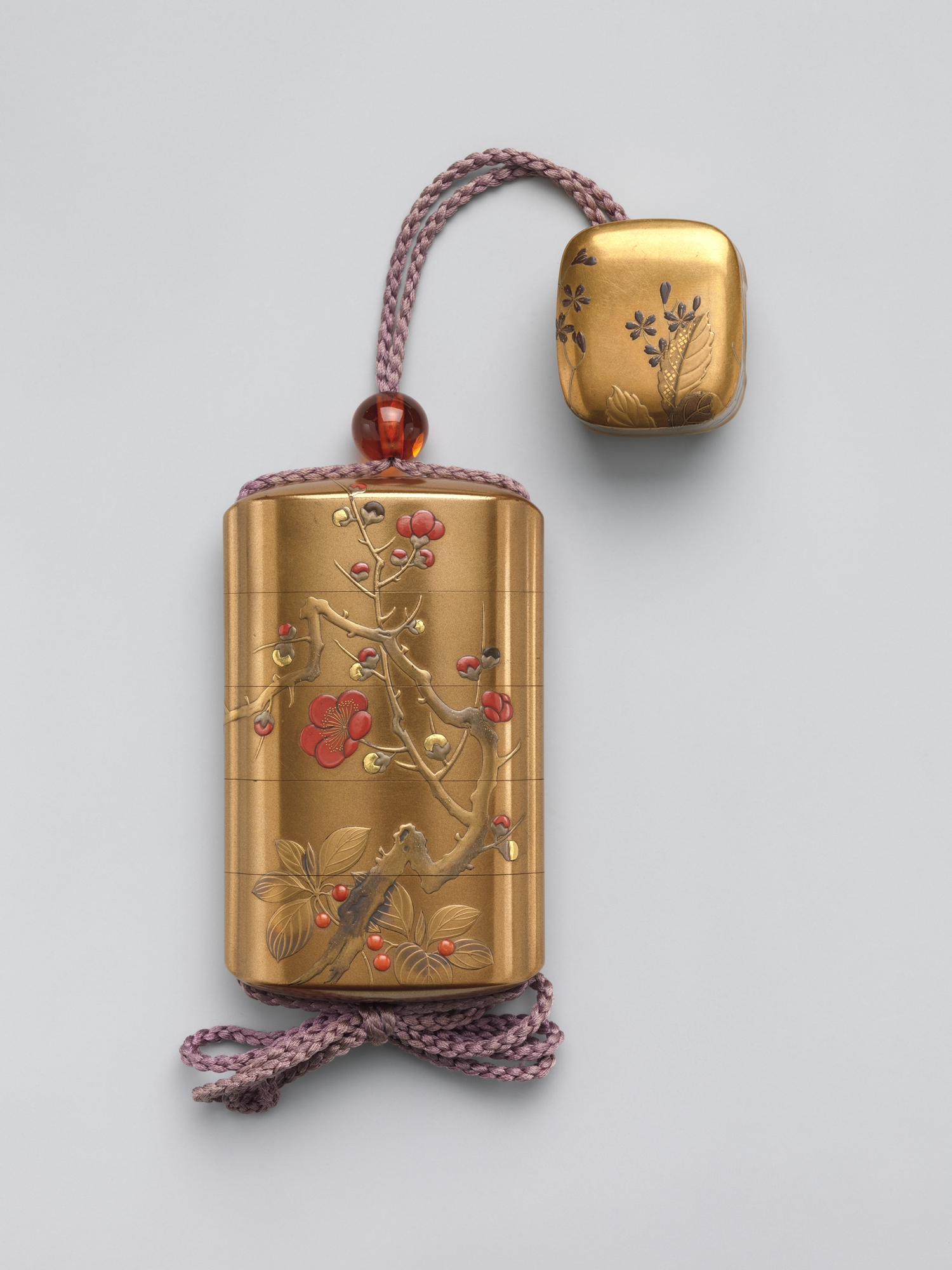
梅木蒔絵印籠、原羊遊斎作、酒井抱一下絵、19世紀前半、メトロポリタン美術館蔵
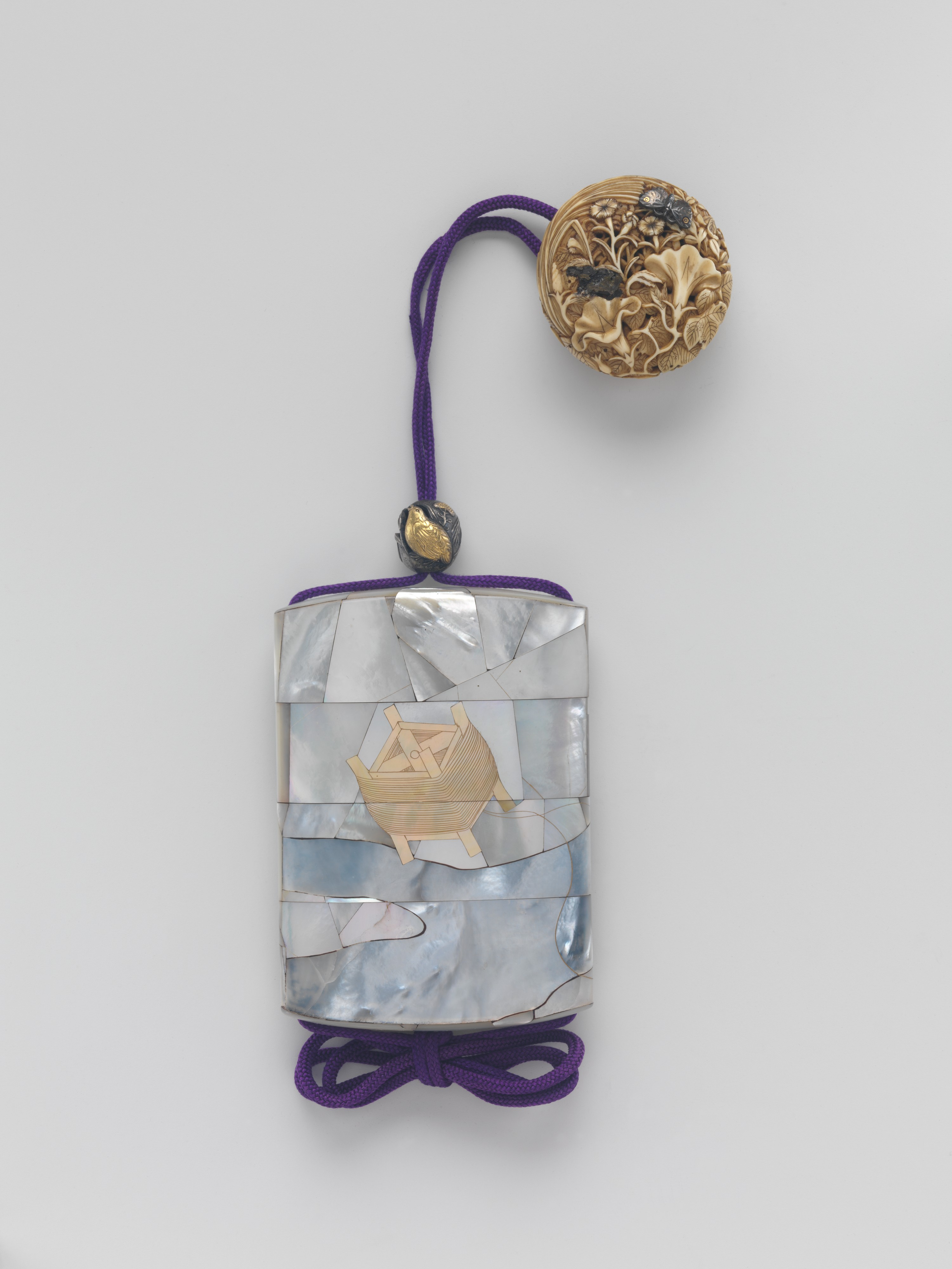
七夕蒔絵印籠、野村九国作、江戸時代、19世紀前半、メトロポリタン美術館蔵
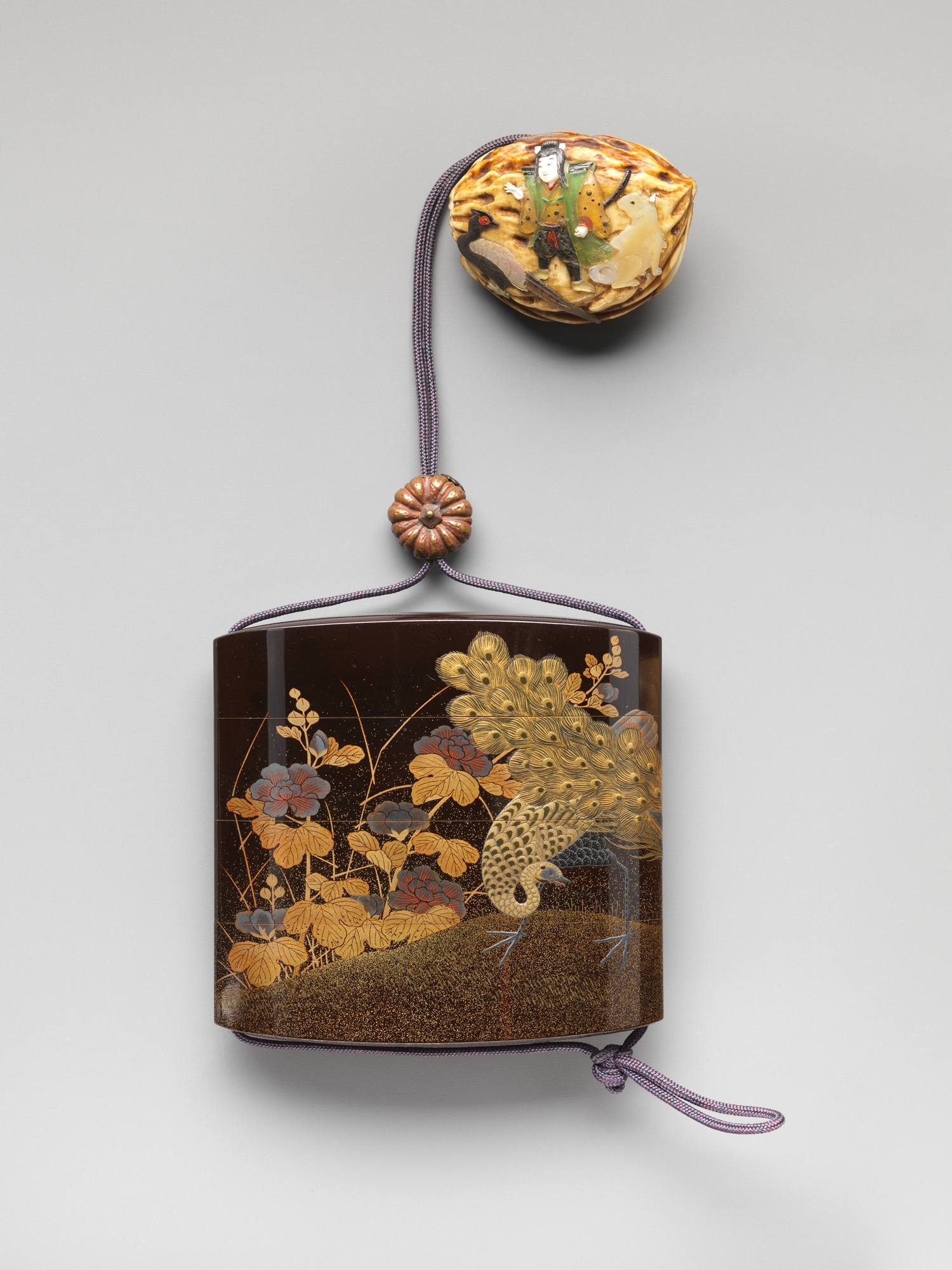
孔雀蒔絵印籠、古満安匡作、江戸時代、19世紀、メトロポリタン美術館蔵
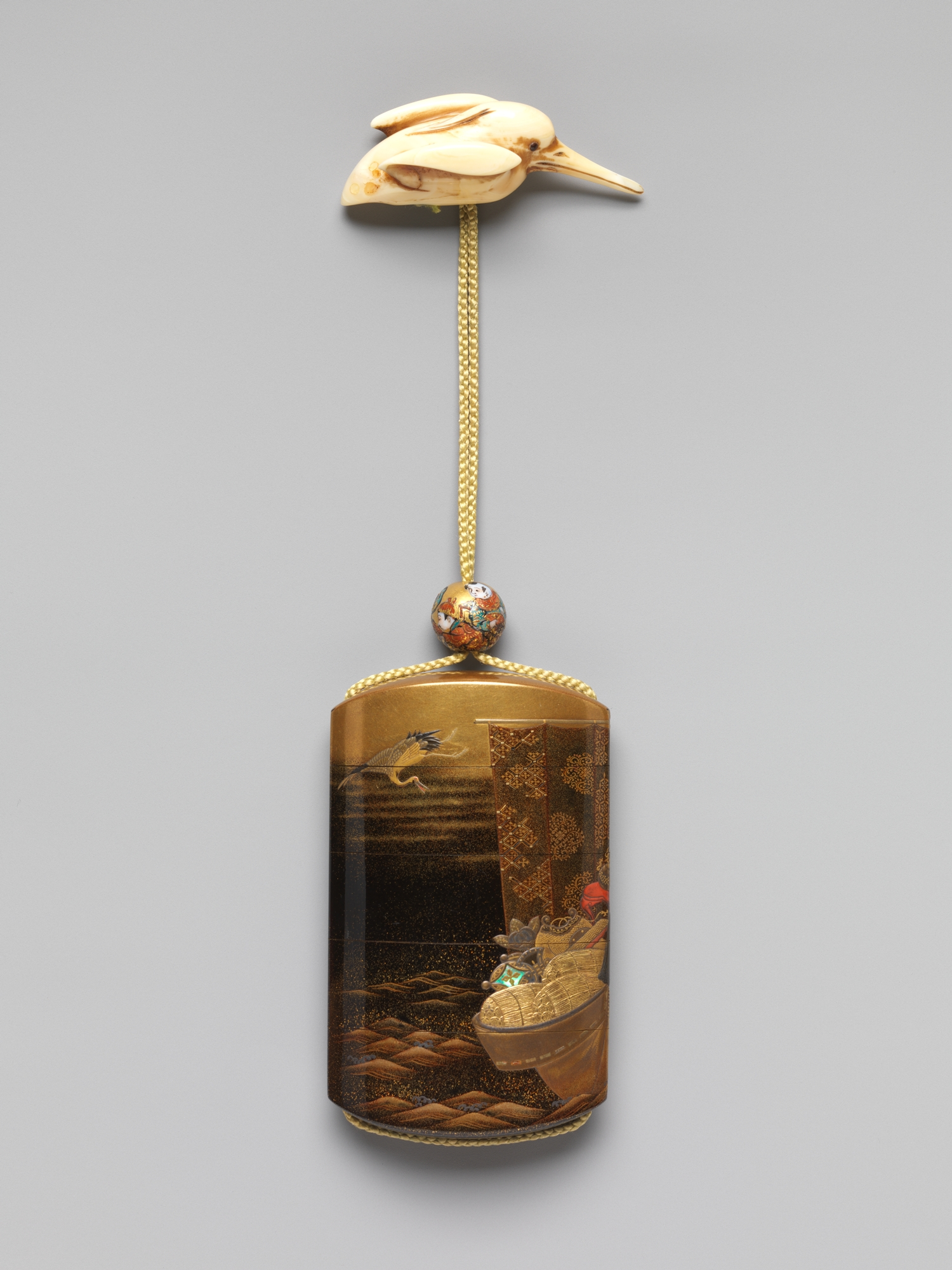
宝船蒔絵印籠、梶川文竜斎作、江戸時代、19世紀、メトロポリタン美術館蔵
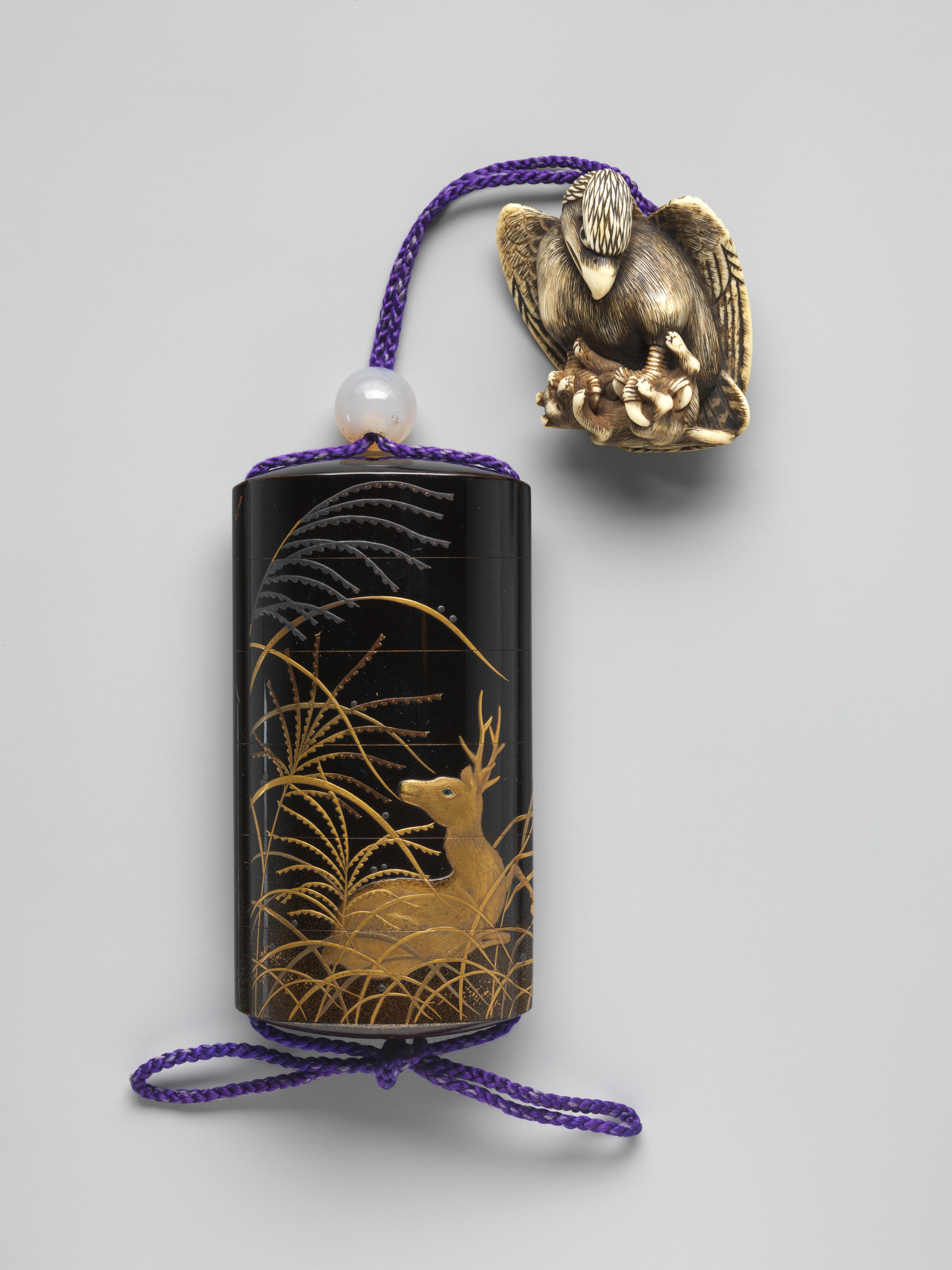
ススキと鹿が描かれた印籠（根付は捕食を狙う鷲）、江戸時代、19世紀、メトロポリタン美術館蔵
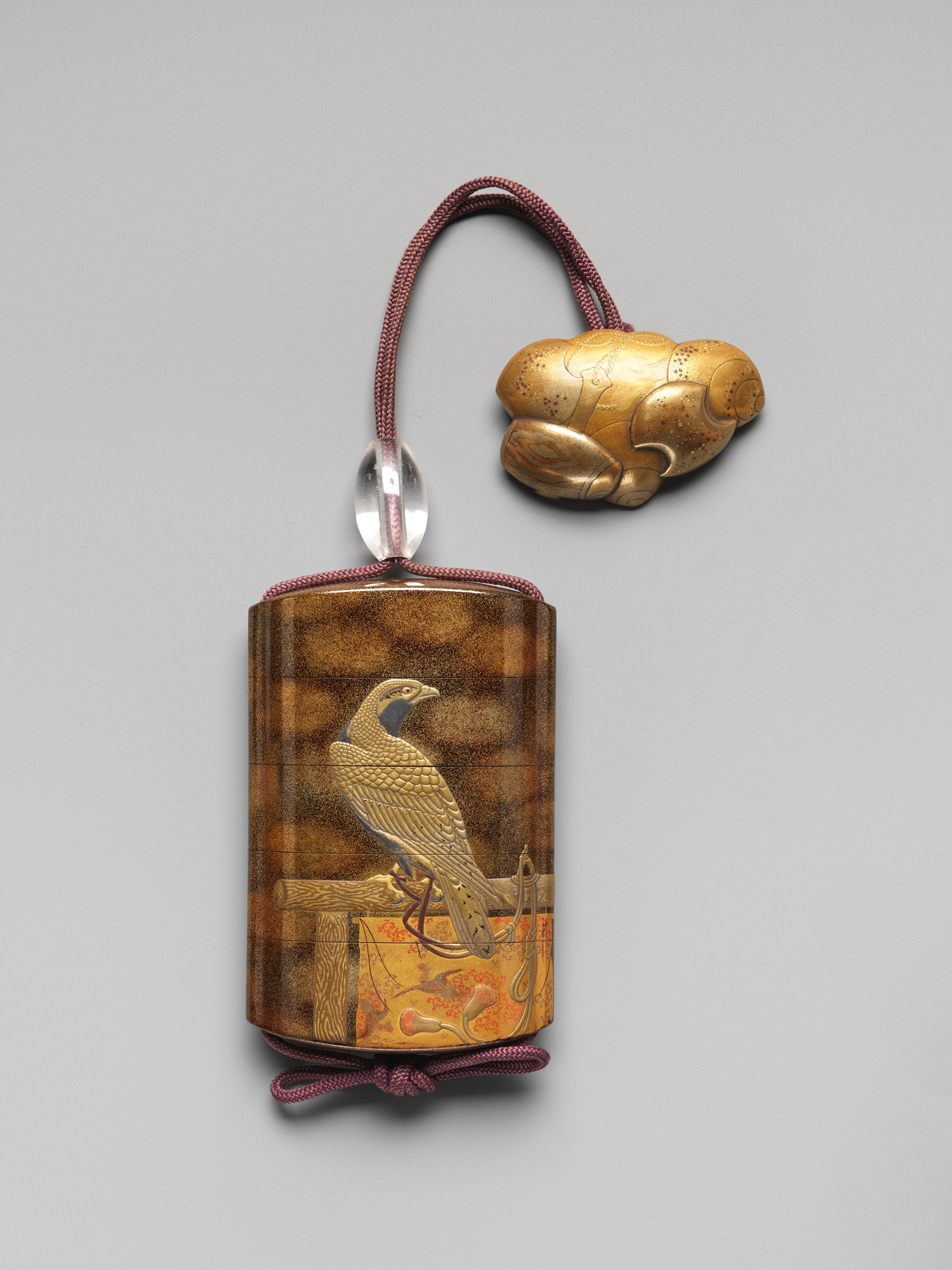
鷹が描かれた印籠、江戸時代、19世紀、メトロポリタン美術館蔵
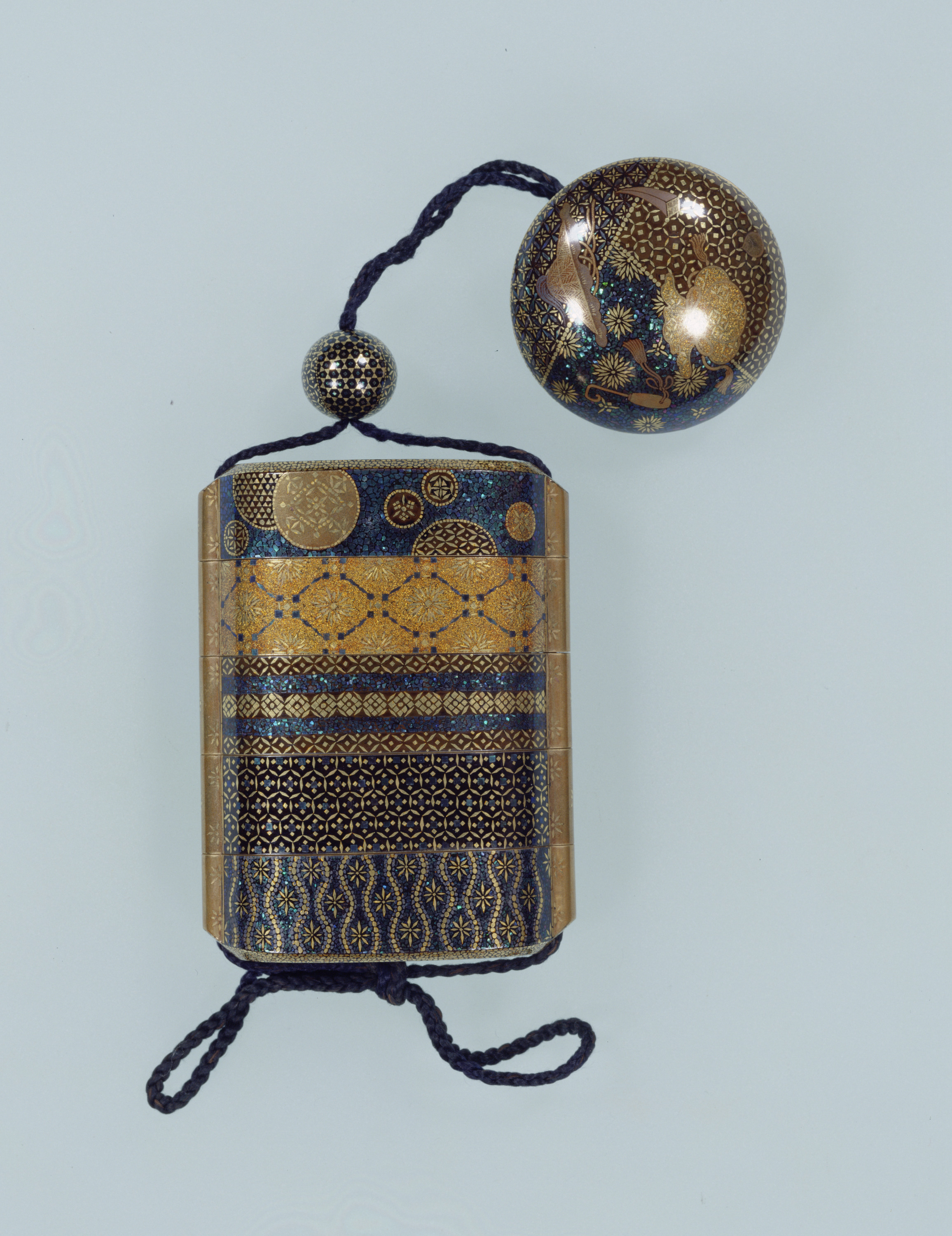
小紋螺鈿印籠。切金と切貝が施された杣田細工。江戸時代、19世紀、東京国立博物館蔵。
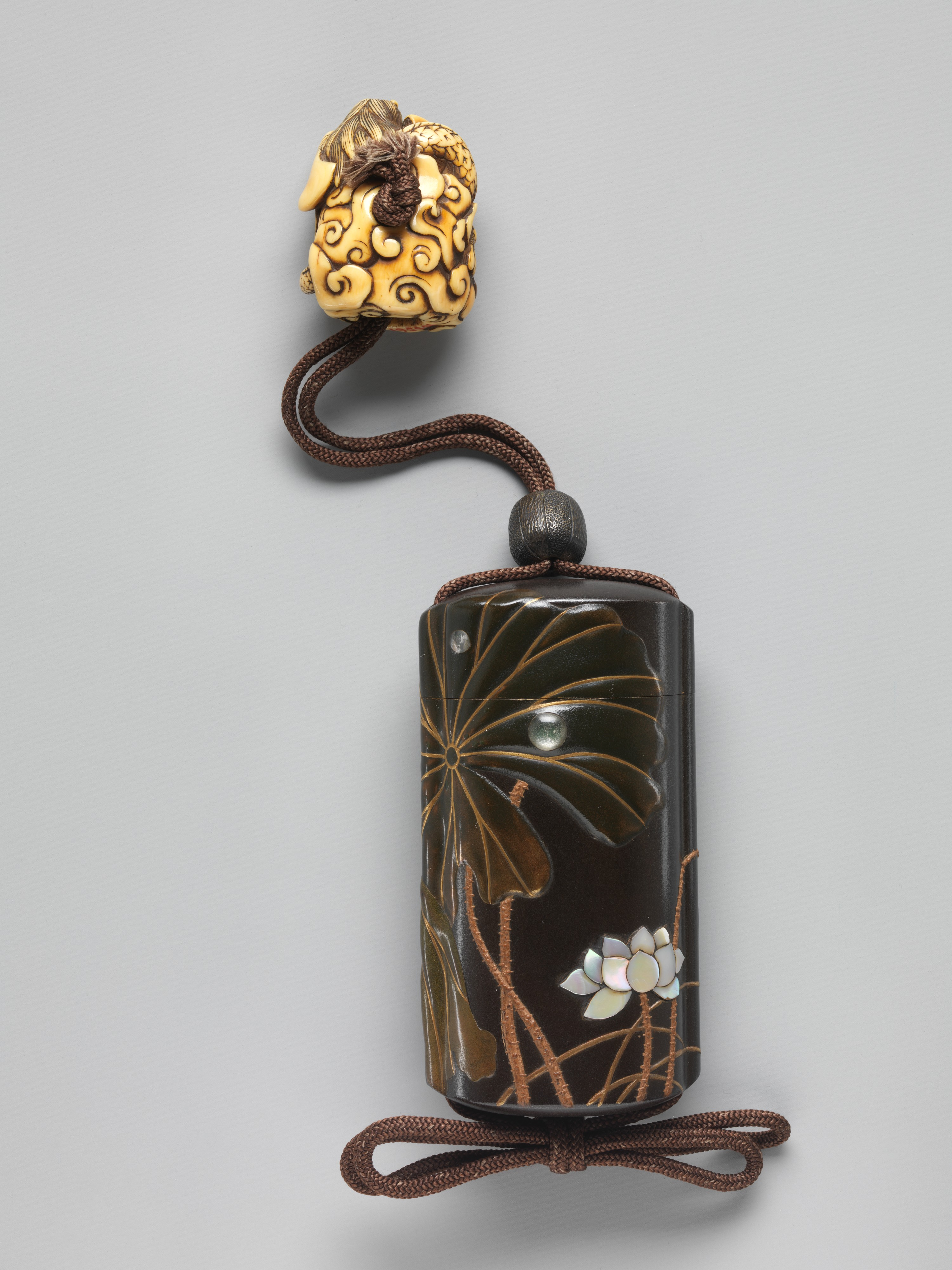
柴田是真作、明治時代、19世紀、メトロポリタン美術館蔵
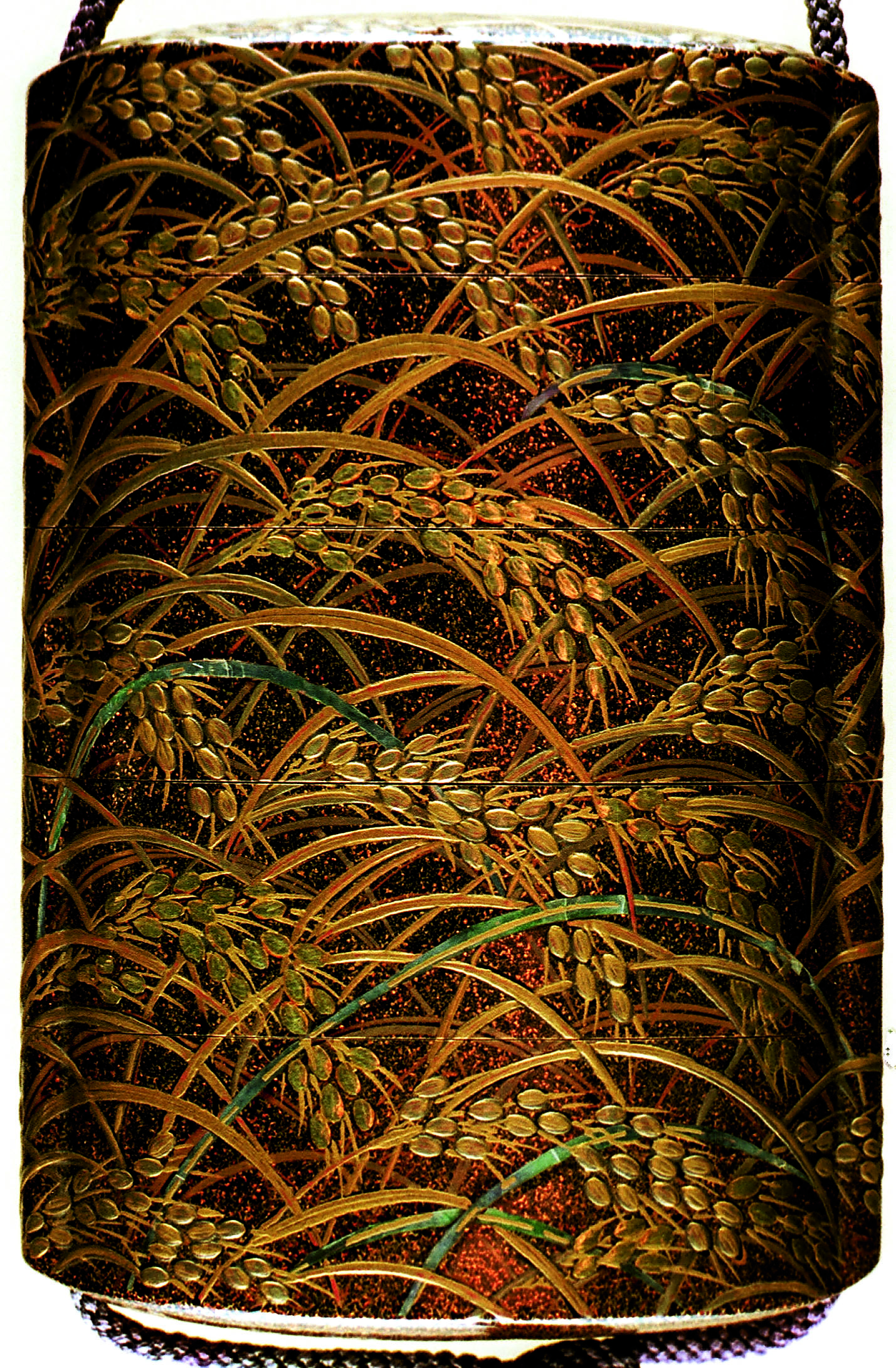
稲穂が描かれた印籠、山田常加作、19世紀、大英博物館蔵
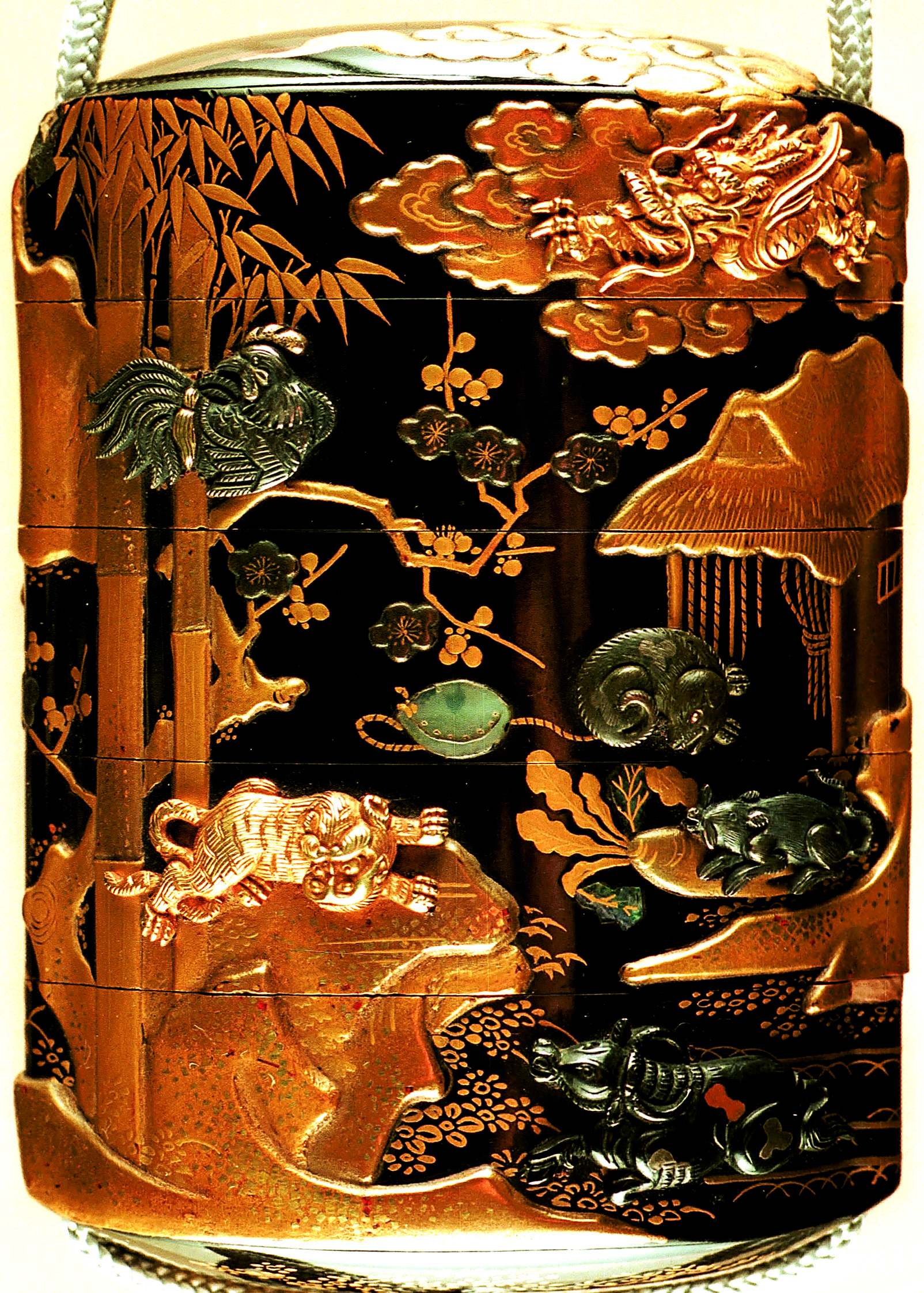
干支に対応した12の動物が象嵌（金属）された高蒔絵の印籠、19世紀、大英博物館蔵

## 転義
「いんろう」という言葉は、転じて以下の意味にも使われる。
- 建築や機械の分野では、外から見た接合面に隙間が無く、内部が位置決めや荷重を受ける働きを持つ構造をインローと呼ぶ。
- 日本料理用語で、野菜やイカなどの中心部に具を詰め込むことを印籠（射込み）と呼ぶ。稲荷寿司も、油揚げの中に飯を詰め込んだ印籠寿司の一種である[13]。また、瓜（丸漬瓜やキュウリ）をくり抜き、シソ、ショウガ、トウガラシなどを詰めた漬物を印籠漬という[14]。